# زيارة بير كاركان
 زيارة بير كاركان  هي قرية تقع في منطقة تشاه دادخدا الريفية، منطقة تشاه دادخدا، مقاطعة قلعة غانج، محافظة كرمان، إيران. وفي تعداد عام 2006، بلغ عدد سكانها 324 نسمة، موزعين على 74 عائلة.  